# بوابة خريجي الجامعات والمؤسسات الألمانية
| الاسم             | بوابة خريحي ألمانيا الإلكترونية  |
| صورة              |                                  |
| تأسست             | سبتمبر 2008                      |
| المقر             | جمهورية ألمانيا الاتحادية        |
| عدد العاملين      | 12 موظف                          |
| الموقع الإلكتروني | www.alumniportal-deutschland.org |

بوابة خريجي الجامعات والمؤسسات الألمانية وتعرف أيضاً باسم: بوابة خريجى ألمانيا هي بوابة إلكترونية لا تستهدف الربح بل تسعى الي إتاحة الفرصة لخريجي ومتدربي الجامعات والمؤسسات الألمانية لدعم الروابط فيما بينهم من جهة وبينهم وبين ألمانيا من جهة أخرى. وعليه فإن التسجيل في هذه البوابة والاستفادة من خدماتها مجانيّ.
خريجو الجامعات الألمانية هم كل من استكمل دراسته أو أبحاثه أو أعماله سواء داخل ألمانيا أو في مؤسسة ألمانية خارج ألمانيا وكذلك أيضا ً من حصل على دورة تدريبية أو لغوية أو حتى قام بزيارة ألمانيا.
ويدعم المشروع خمس منظمات ألمانية في مجال التعاون الدولي. ويتم تمويل هذه البوابة من وزارة التنمية والتعاون الاقتصادي الألمانية المعروفة باسم (BMZ) [الألمانية].

## المهام والأهداف
من خلال هذه البوابة الإلكترونية يمكن لهؤلاء الخريجين (Alumni) البقاء على اتصال مستمر مع ألمانيا.
حيث يمكنهم بناء وتعميق اتصالاتهم مع بعضهم البعض من ناحية، ومع المنظمات والشركات والمؤسسات التعليمية وشبكات الخريحين الألمانية والدولية من ناحية أخرى.
ومن بين العروض المتوفرة سوق للبحث عن الوظائف، قاعدة معلومات للبحث عن الفاعليات والأحداث العالمية وكذلك فرص للتدريب في جميع دول العالم، وأيضا ً قسم لتحرير المقالات الثقافية والاجتماعية والعلمية والبحثية والاقتصادية. وهناك كذلك عمود اللغة الألمانية بعروضه لتعلم اللغة الألمانية، وأخيرا ً وليس آخرا ً قسم التواصل الاجتماعي (والذي يشبه إلى حدٍ كبير موقع فيس بوك).
وهذه البوابة الإلكترونية مفتوحة لجميع الخريجين، بغض النظر عما إذا كانت فترة اقامتهم في ألمانيا كانت ُممولة من خلال منظمة ألمانية، أو كانت ُممولة ذاتيا.
مع شبكة واسعة من الاتصالات يمكن للمؤسسات المشاركة تنسيق عملهم مع هؤاء الخريجين بشكل أفضل. بالإضافة إلى ذلك يتم التركيز على قدرات الخريجين على التعاون الاقتصادى المشترك. فكل من الخريجين وأصحاب المشاريع يستطيعوا العثور علي خبراء وموظفين أو شركاء للتعاون داخل هذه البوابة.

## التاريخ والنشأة
العمل مع الخريجين يتم عادة داخل منظمات التمويل ومع ذلك فإن حوالي 80 % من خريجي الجامعات والمعاهد الألمانية الأجانب أو ما يعادل 14000 شخص سنويا يقومون بتمويل دراستهم واقامتهم بشكل شخصي دون اللجوء إلى منظمات التمويل ومؤسسات الدعم المادي وهؤلاء الأشخاص يعرفون باسم (المتنقلين الأحرار Free movers) وعليه فإن التواصل مع هذه النوعية من الخريجيين اقتضى حتى الآن ابحاث مضنية. ولهذا السبب ولدت فكرة «بوابة خريجي ألمانيا الالكترونية» وفي هذا المضمون أصبح هذا الموقع هو البوابة الإلكترونية الوحيدة التي وحدت العمل مع الخريجين وربطت ما بين تخصصات الخريجين المتنوعة ومقدراتهم وإمكانيتهم. ولهذا فإن الموقع وإمكانياته هو للخريجين انفسهم وللمنظمات التي تشرف على تمويلهم وكذلك لكل الشركات والمؤسسات العالمية التي تحتاج إلى شركاء أو موظفين. وحتى الآن قام حوالي ما يزيد عن 32000 مستخدم من 184 دولة بتسجيل أنفسهم على هذه البوابة الإلكترونية (حسب إحصائيات يوليو 2011)

## الهيكل
إن اهتمام بوابة خريجي ألمانيا ينصب في الأساس على قسم «التواصل الاجتماعي»، ولكي يتاح للشخص الاستفادة من هذا القسم لابد أن يقوم الشخص بتسجيل نفسه على الموقع (والتسجيل هنا دون مقابل مادي كما سبق الإشارة إلى ذلك). فالخريجين يمكنهم داخل شبكة التواصل الاجتماعي هذه تكوين صداقات والتواصل مع بعضهم البعض من ناحية أو مع المؤسسات والشركات من ناحية أخرى. بالإضافة إلى هذا هناك إمكانية عمل صفحات إلكترونية (Blog) داخل هذه البوابة. أما قسم البيانات الأرشيفية فيقوم بإمداد المستخدم بالعديد من العروض والروابط المتعلقة بالعديد من موضوعات قسم التواصل الاجتماعي. وهذا القسم يتضمن أيضا سوق عالمية للوظائف الدائمة وعروض الوظائف المؤقتة، وتقويم للأحداث والفاعليات المرتبطة بأنشطة البوابة الإلكترونية، والكثير من العروض المختصة بتحسين استخدام اللغة الألمانية وبرامج التعليم للعديد من التخصصات بالإضافة إلى العروض الخاصة بتحرير المقالات الاقتصادية، العلمية، البحثية أوالثقافية. كما أن الشركات والمؤسسات يمكنها إتاحة فرص عمل أو وظائف شاغرة داخل هذا القسم أو أن تقوم هذه الشركات بالبحث الذاتى عن الموظفين الذين تحتاجهم داخل قاعدة بيانات الموقع. هذا بالإضافة إلى الإعلان عن الأحداث والفاعليات الهامة لهذه الشركات أو ايجاد الخبراء والشركاء.
وكل هذه الإمكانيات داخل بوابة خريجي ألمانيا متاحة باللغتين الألمانية والاجليزية. أما لغة التخاطب داخل قسم التواصل الاجتماعي فيمكن للمستخدم أن يحددها بنفسه.

## الرعاة والشركاء
إن بوابة خريجي ألمانيا الإلكترونية مصممة من خلال مفهموم دعم المؤسسات. فهذا المشروع يدعمه خمس مؤسسات عاملة في مجال التعاون الدولي وهي كالتالي:
1. - هيئة منحة "ألكسندر فون هومبولد (AVH) [الألمانية]
2. - مركز التنمية والهجرة الدولية (CIM) [الألمانية]
3. - الجمعية الألمانية للتعاون الدولي (GIZ) [الألمانية]
4. - الهيئة الألمانية للتبادل الثقافي (DAAD)
5. - معهد جوتة الثقافي (GI)

هذا بالإضافة إلى أن ما يزيد عن 10 «شركاء استراتيجيين» يدعمون المشروع ومنهم:
- وزارة الخارجية الألمانية
- و وزارة التعليم والبحث العلمي الألمانية [الألمانية]
- والعديد من هيئات المنح مثل هيئة منحة «فريدريش ايبرت»
- وهيئة منحة " كونراد اديناور [الألمانية]"
- وهيئة منحة " هاينريش بول [الألمانية]"[4]

## الوصلات الخارجية
- بوابة خريجى ألمانيا الالكترونية ـ الصفحة الرئيسية بالألمانية.
- بوابة خريجى ألمانيا الالكترونية ـ الصفحة الرئيسية بالإنجليزية.
- مقدمة موقع بوابة خريجى ألمانيا الالكترونية ـ البيان الصحفى لوزارة التنمية والتعاون الاقتصادي الألمانية بتاريخ 11 سبتمبر 2008 عن بداية انطلاق المشروع. بداية موقع بوابة خريجى ألمانيا الإلكترونية ـ موقع سياسات التنمية الالكترونى بتاريخ 11 سبتمبر 2008 عن بداية انطلاق المشروع.
- بوابة خريجى ألمانيا الالكترونية بوجه جديد ـ البيان الصحفى لهيئة DAAD بتاريخ 21 يوليو 2009 عن بداية النسخة الأولى للموقع الالكترونى.
- التبادل العلمى وسوق الوظائف ـ مجلة DAAD الإلكترونية بتاريخ 30 نوفمبر 2009 عن مؤتمر التعريف بالمشروع في جاكرتا.
- بوابة خريجى ألمانيا الالكترونية 20000 مستخدم ـ اعلان معهد جوته الثفاقى في سبتمبر 2010 بمناسبة تسجيل المستخدم رقم 20000 على بوابة الموقع.